# Bircham International University
Bircham International University es una institución sin ánimo de lucro que ofrece educación superior a distancia no reglada para adultos y profesionales.

## Historia y ubicación
BIU fue fundada por Deric Bircham, William Martin y el hijo adoptivo de Bircham, Laurence Cheng Wen. Según su web, Bircham se fundó en Europa en 1992. Está registrada en Delaware (Estados Unidos) y en España, y en sus inicios también lo estuvo en las Bahamas.
John Bear, una autoridad norteamericana en educación a distancia, escribió en la edición de 2003 de Bears' Guide to Earning Degrees by Distance Learning:”'BIU ofrece títulos de grado, máster y doctorado a distancia en áreas de negocios, artes, salud, psicología, ingeniería, informática y ciencias. Las direcciones de sus oficinas se ubican en España, Inglaterra, Estados Unidos (Miami, Florida), Bahamas, Taiwán, China, México, Argentina, Venezuela, Ecuador, Perú, Bolivia, Colombia y Nueva Zelanda". La guía de Bear indicaba que "las oficinas de Inglaterra y Bahamas eran solamente de carácter administrativo y no prestaban servicios a los estudiantes".
Bircham adquirió Oxford International College en 2000.

## Acreditación
El sitio web de BIU presenta una lista de acreditaciones y afiliaciones, pero ninguna de ellas procede de un organismo de acreditación educativa reconocido en los países en los que opera.
BIU se describe como una institución dedicada a la educación superior no reglada. Aunque opera legalmente bajo la legislación española, no está reconocida oficialmente por el Ministerio de Educación de España. Dado que BIU no está acreditada, es posible que sus títulos y créditos académicos no sean aceptados por los empleadores u otras instituciones. El uso de sus títulos puede ser ilegal en algunas jurisdicciones, como en Texas.
Entre las fuentes que incluyen explícitamente a Bircham como "no acreditada" se encuentran Texas Higher Education Coordinating Board, que afirma que Bircham "No tiene autoridad para otorgar títulos oficiales en España (según la evaluación de la American Association of Collegiate Registrars and Admissions Officers [AACRAO])", y la antigua Oregon Office of Degree Authorization, que consideraba a BIU como un proveedor de títulos extranjeros no acreditado.
En 2018, Bircham International University obtuvo una carta de reconocimiento del Ministerio de Educación de Curazao, así como la Certificación de Calidad Educativa de USDLA, United States Distance Learning Association.

## Recepción
En julio de 2007, la Secretaría de Educación Pública (SEP) de México emitió un aviso en el que indicaba que los títulos que carecieran de RVOE (Reconocimiento de Validez Oficial de Estudios del Gobierno Mexicano) no serían validados por la SEP. Los títulos obtenidos a través de la educación en línea o a distancia expedidos por instituciones extranjeras como Bircham University no serán reconocidos por la SEP.
En abril de 2008, el Nairobi Business Daily informó de que Bircham International University estaba operando en Kenia sin autorización. En marzo de 2010, el mismo periódico publicó una rectificación, indicando que BIU "es una institución española de educación a distancia que está de plena conformidad con las autoridades españolas y ofrece alternativas a la educación superior formal para adultos, dirigidas específicamente a profesionales adultos que trabajan", y que sus programas "pueden ser legalizados y validados por la Embajada de Kenia en Estados Unidos o España, a pesar de que la institución no está registrada por la Comisión de Educación Superior de Kenia". Un funcionario de la Comisión de Educación Superior de Kenia fue citado advirtiendo que los títulos de BIU no serían reconocidos oficialmente. En 2013, los directores de BIU afirmaron que BIU no tenía ninguna presencia en Kenia ni colaboraba con ninguna otra universidad o institución educativa en Kenia.
En 2013, el activista contra el fraude sanitario Stephen Barrett realizó un informe sobre BIU en el que concluía: "BIU ofrece lo que equivale a una lectura supervisada de libros de texto, además de credenciales que sugieren que los titulares tienen una formación y experiencia superiores a las que poseen. Los requisitos para obtener sus títulos son inferiores a los de las universidades acreditadas por organismos reconocidos por CHEA (Council of Higher Education Accreditation) en Estados Unidos. La mayoría de las enseñanzas de la BIU son honestas, pero algunas promueven conceptos y prácticas pseudocientíficos como en Salud Natural. Ninguno de estos programas relacionados con la salud proporcionan una base adecuada para la práctica clínica". John Bear declaró:  "Durante muchos años, hemos escrito que, en el proceso de elección de cualquier escuela, el futuro estudiante debe determinar, en la medida de lo posible, que sus credenciales satisfarán tanto sus necesidades actuales como las previsibles en el futuro. Según los testimonios ofrecidos por Bircham, parece claro que hay muchas personas satisfechas con sus credenciales".
En 2023, William Martin fue incluido en la lista de los 10 líderes educativos más influyentes por la revista Mirror Review. El mismo año, la revista Fortune Times publicó un artículo con la historia fundacional de Bircham International University, donde consideró a Deric Bircham como uno de los líderes más visionarios que ha transformado el sector de la educación.